# 한국서비스품질지수
한국서비스품질지수(KS-SQI, Korean Standard Service Quality Index)는 한국표준협회(KSA)와 서울대학교 경영연구소가 대한민국 서비스 산업과 소비자의 특성을 반영해 공동 개발한 서비스품질 측정모델이다.
- 해당 기업의 제품 및 서비스를 직접 체험한 소비자를 대상으로 하여 그들의 서비스 경험에 의한 품질 평가를 수행하는 한국 서비스산업 전반의 품질 수준을 측정하는 대표적인 종합지표이다.
- 서비스품질 수준을 과학적으로 측정할 수 있는 본 모델은 2000년 한국마케팅학회 춘계 학술대회 및 마케팅연구, 한국서비스경영학회지 등에 발표하여 이론적 검증과 함께 학계, 산업계 등에서 많은 관심과 호응을 받은 바 있으며, 한국표준협회와 중앙일보가 공동으로 조사하여 발표하고 있다. 2000년 1차 조사 이후, 서비스산업의 트렌드 변화를 반영하기 위한 지속적인 모델 검증, 수정 및 보완을 통하여 한국의 대표적 서비스품질지수로 위상을 더해가고 있다.

## KS-SQI 조사의 발전
- 2015년에는 67개 일반서비스 업종 및 7개 공공행정 서비스 부문에 관하여 304개 기업(관)에 대한 조사를 실시하였다. 또한 2015년에 이어 2016년에도 중국, 일본 등 아시아 2개국에 대한 백화점, 편의점, 은행, 이동통신, 초고속인터넷, 항공, 생명보험 등 7개 업종의 서비스품질수준을 조사하였다. 2016년에는 69개 일반서비스 업종 및 8개 공공행정 서비스 부문에 관하여 309개 기업(관)에 대한 조사를 실시하였다.

## KS-SQI 개발 배경 및 목적
- 서비스산업의 중요성이 점차 강조됨에 따라, 서비스 품질 수준을 정확히 측정 개선하여 서비스산업의 경쟁력 향상을 위한 품질 지표 개발 필요성 증대하였다.
- 서비스산업이 우리 경제에서 차지하는 비중의 확대와 질적 변화 등을 고려할 때, 서비스 경제시대에는 새로운 형태의 서비스 경쟁, 경영관리 기법상의 변화, 경영상의 새로운 조직 등을 요구하는 커다란 변화가 예상되며, 이에 따라 서비스품질 개선을 위해서는 먼저 서비스품질 수준을 정확히 측정하고 개선 방향을 제시해 줄 수 있는 품질 지표의 개발 필요성이 제기되었다.
- 따라서 KS-SQI는 세계화에 따른 글로벌 경쟁 환경으로의 급격한 변화에 대응하여 국내 서비스산업이 지속적 경쟁우위를 확보할 수 있도록 서비스품질의 측정과 향상이 기업 및 국가의 경쟁력을 결정하는 요인임을 인식하여 경제적 측면에서는 국가경제의 지표 활용 및 경쟁력 강화, 기업 측면에서는 기업경쟁력 강화, 국민 소비자 측면에서는 삶의 질 향상을 통한 국민행복 추구에 기여하고자 한다.
- 서비스품질은 고객만족의 선행 변수로, 고객만족을 결정하는 것은 고객에게 제공되는 제품 및 서비스의 품질 수준이며, 고객 충성도와 기업 수익에 영향을 미치는 고객만족은 서비스품질 관리의 결과라 할 수 있다.
- KS-SQI는 기업의 서비스품질 수준을 정확하게 평가하고 개선 과제를 도출하여 지속적으로 품질을 관리 할 수 있는 서비스품질 관리 시스템으로, 구체적인 진단 정보와 실질적인 전략방안을 제시할 수 있도록 개발되었다.

## 조사 모델
- 서비스품질에 관한 연구는 PZB(Parasuraman, Zeithaml, and Berry) 등에 의해 성과-기대를 측정하는 SERVQUAL 모델과 Croinin&Taylor(1992)의 성과에 기초한 서비스품질측정 수단인 SERVPERP를 기초로하여, 다양한 연구가 진행되어 왔다.
- KS-SQI는 국내 서비스산업과 고객 특성을 반영하여 개발되었으며, 구체적인 서비스 진단 정보와 서비스 개선을 위한 실질적인 실행방안을 제시하고 있다. 서비스의 과정에서 발생하는 Gap이 서비스품질 수준을 결정할 수 있다는 서비스품질의 선행변수를 포괄하여 개발되었으며, SERVQUAL모델의 5개 차원 22개 항목을 기초로 하여 국내 서비스산업의 특성에 적합하게 세부 측정항목을 재조정하여 성과 차원 4개, 과정 차원 4개 측정요인으로 분류하였고, 2006년 조사 모델 재정립 과정을 통해 최종적으로 고객에게 전달되는 서비스 성과와 관련된 성과영역 2개 차원, 서비스 제공 과정에서 고객이 경험하는 것과 관련된 과정 영역 5개 차원으로 구성된다.

- KS-SQI 조사 모델은 7개의 서비스품질 결정 요인에 의해 구성되며 각 차원에 대한 정의는 다음과 같으며, 각각의 차원들은 업종별 특성에 맞게 실제로 측정 가능한 세부 항목들로 구성된다.

| 영역 | 구성요인                                  | 내용 |
| ---- | ----------------------------------------- | --- |
| 성과 | 본원적 서비스 (Primary Needs Fulfillment) | 고객이 서비스를 통하여 얻고자 하는 기본적인 욕구의 충족                                                               |
| 성과 | 예상외 부가서비스 (Unexpected Benefits)   | 고객에게 타사 대비 차별적 혜택과 부가적 서비스 제공                                                                   |
| 과정 | 신뢰성 (Reliability )                     | 고객이 서비스 제공자에게 느끼는 신뢰감 : 서비스제공자의 진실성, 정직성, 서비스를 수행하는데 필요한 기술과 지식의 소유 |
| 과정 | 친절성 (Individual Empathy)               | 예의 바르고 친절한 고객 응대 태도 - 고객에게 인사성이 밝으며 예의 바르고 공손한 자세로 응대                           |
| 과정 | 적극지원성 (Positive Assistance)          | 고객의 요구에 신속하게 서비스를 제공하고자 하는 의지                                                                  |
| 과정 | 접근용이성 (Accessibility)                | 서비스 제공 시간 및 장소의 편리성                                                                                     |
| 과정 | 물리적환경(Physical Evidence)             | 서비스 평가를 위한 외형적 단서                                                                                        |

## 측정방법론
- 업종별 서비스품질지수(KS-SQI)는 7가지 구성요인의 측정값을 가중 평균하여 도출하며, 국내 서비스 산업의 서비스품질지수는 조사대상 전체 업종의 서비스품질지수를 평균하여 도출한다.
- 7가지 요인의 상대적인 중요도(가중치)는 계층분석법(AHP: Analytic Hierarchy Process)을 이용하여 도출하였다. 계층분석법은 복수기준 의사결정 문제를 계층화하고 체계적으로 단순화하여 합리적 의사결정을 지원하는 도구로, 각 기준 간 중요성은 이원비교행렬(Pair-wise comparison matrix)로 일관성있게 유도하였다.

## 조사개요
- KS-SQI는 서비스 산업만을 대상으로 조사 발표하는 전문적인 지수 평가로, 전국에 거주하는 1개월~1년 이내 해당 기업의 서비스를 실제로 이용한 경험이 있는 고객을 대상으로 매년 상반기 업종은 3월에서 5월 사이에, 하반기 업종은 7월에서 9월 사이에 유의 할당 표본추출 방법을 이용. 기업별 300표본으로 일대일 개별면접조사와 인터넷 패널조사 방식을 적용하여 실시한다.

| 조사 대상 업종      | 한국표준산업분류에 기초한 서비스 관련 77개 업종(공공행정서비스 8개 부문 포함) |
| 조사 대상 기업 선정 | 동일 |
| 조사 대상자 선정    | 해당 기업의 서비스 및 제품 이용 경험이 있는 5대 도시(서울, 부산, 대구, 대전, 광주)에 거주하는 20세~59세 성인 남녀 (일부 서비스는 서비스 이용자 특성에 따라 수도권, 도, 광역시 지역과 10대를 조사에 포함) |
| 표본추출방법        | 동일 |